# 王建封
王建封（？—949）漢族人，上元(今江蘇南京)人，南唐官員。

## 生平
五代將領。上元(今江蘇南京)人。少從軍，仕南唐。以任俠驍勇知名。建州(今福建建甌)之役，為先鋒橋道使，以功拜信州刺史。福州(今福建福州)之役，與諸將爭功，收兵先退，遂致敗北。召為天威軍都虞候。後因干預朝政，被李璟所殺。。